# ماکوتو کیکوچی
ماکوتو کیکوچی (انگلیسی: Makoto Kikuchi؛ زادهٔ ۱۹۱۱) بازیکن هاکی روی چمن اهل ژاپن است.